# Abazu
Abazu (w transliteracji z pisma klinowego A-ba-zu) – król Asyrii, w Asyryjskiej liście królów wymieniony jako jeden z 17 królów, którzy mieszkali w namiotach.